# 愛的3.14159
《愛的3.14159》（英語：Love & π），2018年東森電視自製戲劇系列之第十三部作品。由邵雨薇、吳思賢、陳大天、楊小黎、許時豪、李婕領銜主演。2018年5月28日卡司發布記者會、開鏡，2018年11月4日全劇殺青。台視主頻於7月21日晚上10點首播，LINE TV於每週六晚間11點30分上架，東森綜合台於7月22日晚上10點播出，愛奇藝於每週日上午10點播出，CHOCO TV、LiTV 線上影視於每週一中午12:00更新播出。接檔《高塔公主》，劇末播出幕後花絮《愛的ππ》。全劇共17集，與《如朕親臨》並列東森週六偶像劇集數最多之作品。

## 播出時間

### 首播
| 頻道/影音     | 所在地   | 播出日期      | 播出時間                              |
| ------------- | -------- | ------------- | ------------------------------------- |
| 台視主頻      | 臺灣     | 2018年7月21日 | 每週六 22:00－23:30                   |
| LINE TV       | 臺灣     | 2018年7月21日 | 每週六 23:30 上架                     |
| 東森綜合台    | 臺灣     | 2018年7月22日 | 每週日 22:00－23:30                   |
| 愛奇藝        | 臺灣     | 2018年7月22日 | 每週日 10:00 上架                     |
| KKTV          | 臺灣     | 2018年7月22日 | 每週日 23:30 上架                     |
| CHOCO TV      | 臺灣     | 2018年7月23日 | 每週一 12:00 上架                     |
| LiTV 線上影視 | 臺灣     | 2018年7月23日 | 每週一 12:00 上架                     |
| 靖天戲劇台    | 臺灣     | 2018年7月28日 | 每週六 20:30－22:00                   |
| 騰訊視頻      | 中国大陆 | 2020年8月27日 | 會員看全集，非會員每天 20:00 上架一集 |

### 重播
| 頻道       | 所在地 | 播出日期      | 播出時間            |
| ---------- | ------ | ------------- | ------------------- |
| 台視主頻   | 臺灣   | 2018年7月27日 | 每週五 23:35－01:10 |
| 台視主頻   | 臺灣   | 2018年7月29日 | 每週日 16:30－17:57 |
| 東森綜合台 | 臺灣   | 2018年7月28日 | 每週六 15:30－17:00 |
| 東森超視   | 臺灣   | 2018年7月28日 | 每週六 19:00－20:30 |
| 東森戲劇台 | 臺灣   | 2018年8月5日  | 每週日 20:00－21:30 |

## 劇情大綱
趙無限（吳思賢飾）、趙圓滿（邵雨薇飾）、侯子成（陳大天飾）與林玫心（楊小黎飾）從小一起在雲林的育幼院長大，生日在身分證上都是同一天，四個人是名符其實的一無所有，只擁有彼此，他們自稱是『圓圓幫』。 十八歲那一年，圓圓和無限考上了臺北的大學，而子成雖然不會念書，但他亟欲掙脫枷鎖，決定隨著無限和圓圓到臺北闖天下。玫心則是決定嫁給雲林的養豬小開阿明，把家庭當作她離開育幼院後的人生下一站。 
圓圓的班級舉辦了跨校機車聯誼，認識了有錢公子哥志浩，並成為了一對戀人，看著志浩整天送愛的禮物，圓圓擁有了這些『理所當然』，但這都是無限給不起的。 念工業設計的開銷頗大，無限把課餘時間都拿去打工，他沒能力像志浩這般呵護圓圓，於是就算沒人看好，經歷冷言冷語也動搖不了的玩具設計師夢想，終是被動搖了。無限辦了休學，準備重考。 只是，當他興沖沖地在圓圓面前宣佈自己要放棄設計轉當醫生，還忍不住暗示圓圓，一畢業他就可以領多少錢時，圓圓卻一臉豁達地宣佈… 『我絕對不會再愛上任何人了！』...

## 演員列表

### 主要演員
| 演員   | 角色   | 介紹 | 登場集數 |
| 邵雨薇 | 趙圓滿 | 27歲。綽號趙粉圓、趙圓圓，廣播代號賣火柴的小女孩，從小與無限、子成和玫心一起在育幼院長大，身分證上出生日期報為1991年11月30日，實際出生日期應為7月3日，因被母親丟在火車站，認為母親是因為要去台北而拋棄自己，因此立志要征服台北。與無限子成一起上台北念書打拼。在機車郊遊上認識了孫志浩，兩人也有一段短暫的初戀。大學畢業後任職於巨匠旅遊。一次帶團遇車禍後，決定勇敢面對無限的感情，但因雙方的認知有所差距而分手，後外派到上海白偉光公司底下工作三年返台，繼續在白偉光公司旗下裡當副總，無限意外中在醫院找到其已失智的生母。後發現當年母親已罹患失智症，而非刻意遺棄後，對被拋棄的事情終於釋懷，最後決定答應與無限複合並結婚。 | 全劇     |
| 吳思賢 | 趙無限 | 27歲。綽號趙無聊，廣播代號3.14159，從小與圓滿、子成和玫心一起在育幼院長大，身分證上出生日期同報為1991年11月30日，與圓滿一起上台北念大學，夢想是成為玩具設計師，希望能設計出家境不富裕的孩子也能負擔的玩具，但理想在大學中屢遭同學質疑。因圓滿被志浩丟在火車站，與志浩打架掛彩眼睛手術，在醫院聽到醫生的待遇頗豐，決定休學重考醫學院。在看到子成對若昀感情勇敢面對時，也決心勇敢一回向圓滿表明心意，而後雙方因想法落差分手，前往丹麥做交換學生一年，後返台念完醫學系當醫生跟若昀交往。對於子成選擇放棄治療感到失望挫折，最後選擇尊重，在聽到圓滿的真心話後，也因為子成的事，讓他決定與若昀坦誠分手，和圓滿復合並結婚。          | 全劇     |
| 陳大天 | 侯子成 | 27歲。綽號猴子，從小與無限、圓滿和玫心一起在育幼院長大，身分證上出生日期同報為1991年11月30日，是個充滿義氣和熱血的大男孩，跟隨著無限、圓滿來到台北打拼，個性衝動造成工作不順。被詐騙集團設圈套而誤入歧途，為了供應無限重考醫學院，靠詐騙維繫兩人生活，後被捕入監服刑四年出獄，因有案底一開始找工作四處碰壁，跑去當人體藥物試驗員，當計程車司機時與若昀再次相遇，為能接近她，考上醫院救護車司機，發現若昀喜歡的是無限而與無限大吵一架絕交，也因案底被醫院開除。2018年釋懷與無限和解，肚子痛昏迷入院檢查，發現是胰臟癌末期，選擇安寧治療與以晴旅遊度過人生最後一哩路，在以晴的身邊無憾的離世。                                   | 全劇     |
| 楊小黎 | 林玫心 | 27歲。從小與無限、圓滿和子成一起在育幼院長大，出生日期同報為1991年11月30日，是個單純無心機的可愛女孩，離開育幼院後，選擇與養豬小開結婚，留在雲林養豬，看到圓圓在台北看似多采多姿的生活後，嚮往台北人的生活，決定帶著老公來台北開燒肉店闖天下。剛開店時，覺得圓滿為了自己的企劃捨棄自己的店，傷心當下不能諒解圓滿，2018年釋懷與圓滿和解。最近為了開分店的事與老公想法分歧，吵架鬧離婚，後和好懷孕。 | 1,4-17   |
| 許時豪 | 徐世明 | 28歲。外號豬公明，玫心的丈夫，是個超溫暖的瞇瞇眼暖男，雲林養豬場小開。比起老婆積極的想擴店，希望能把重心移回家庭，生兒育女。 | 1,4-17   |
| 李婕   | 張若昀 | 27歲。是個敢愛敢恨的女孩，喜歡帶有神秘感的男生，無限的同學，教圓滿化妝，喜歡無限，在咖啡廳裡跟子成有過一面之緣，大一時發現自己不適合製造美的工業設計系，休學出國念公共關係，回國後在家族醫院裡擔任公關，與見習的無限重逢，圓滿跟無限分手後，和無限交往，再最後無限提出分手，分手後去英國留學。 | 2-5,8-17 |

### 其他演員
| 演員     | 角色   | 介紹 | 登場集數                    |
| 藍雅芸   | 梁以晴 | 27歲。圓滿的大學同學兼室友，出社會後也是圓滿的同事和房東，迷戀韓劇，大學時常給圓滿一些電視愛情橋段。成年後對子成有好感，圓圓幫三年分開的時間裡，在子成的身邊陪伴，也當起串起圓圓幫大家的角色。在子成確診為胰臟癌末期時，依舊貼心照顧、不離不棄，陪他走到最後。 | 全劇                        |
| 林輝瑝   | 孫志浩 | 27歲。典型的高富帥，無限的大學同學兼室友，也是圓滿的初戀男友。一次發現無限的襯衫上被圓滿寫了名字，而與圓滿吵架分手。後回來發現無限跟圓滿始終沒發現自己對對方的感情，幫忙推了一把。                                                                             | 1-5,7-8                     |
| 周詠軒   | 白偉光 | 34歲。『午夜台北』電台持有人兼主持人羽光，香樹花園酒店、巨匠旅遊的最大的股東，麒麟的父親。 | 1-2,6（羽光聲音）7-13,15-17 |
| 檢場     | 趙院長 | 育幼院院長，因為圓滿和無限被送入孤兒院時不知自己姓名和出生年月日，因此都報自己的姓、生日報同一天。 | 1-2,4-5,13                  |
| 劉晉瑋   | 張海平 | 27歲。綽號海海，無限的同學兼室友。 | 2-7                         |
| 長井優治 | 阿隆   | 27歲。無限的室友。 | 2-5,7                       |
| 葉蕙芝   | Ella   | 47歲。巨匠旅遊經理，以前圓滿的主管。 | 5-13                        |
| 陳瑜心   | Lisa   | 29歲。巨匠旅遊針對圓滿、以晴的前輩。 | 5-11                        |

### 客串演員
| 演員   | 角色     | 介紹 | 登場集數 |
| 王岳豐 | 阿青     | 詐騙集團，欺騙無限、圓滿、子成的假房東，設圈套使子成誤入歧途成為詐騙集團的一伙。                                                                                         | 1-3,10   |
| 邵崇柏 | 鼓手     | 無限、圓滿、子成剛到台北遇到的失志青年，晚上又遇到圓滿。 | 1        |
| 邱苡晰 | 小圓滿   | 小時候的趙圓滿 | 1-4,8,13 |
| 郭大睿 | 小無限   | 小時候的趙無限 | 1-4,8,13 |
| 鍾宸翃 | 小子成   | 小時候的侯子成 | 1,4,13   |
| 龐以柔 | 小玫心   | 小時候的林玫心 | 1,4,13   |
| 陳映如 | 韓米珍   | 綽號小米，讀化學系，圓滿的室友。 | 1,3-4    |
| 郭汶欣 | 陳淑芳   | 綽號芳芳，讀中文系，圓滿的室友。 | 1,3-4    |
| 鍾筱丹 | 圓滿養母 | 圓滿的養母 | 2(回憶)  |
| 尹仲敏 | 圓滿養父 | 圓滿的養父 | 2(回憶)  |
| 李香均 | 莎莎     | 參加聯誼會的女生，選鑰匙抽到無限 | 2        |
| 何宥滕 | 志浩表哥 | 志浩的表哥 | 3        |
| 高臣佑 | 大周     | 巨匠旅遊資深員工 | 5-10,12  |
| 晨洋   | 張副總   | 香樹花園酒店副總經理。 | 6-9      |
| 蔡阿炮 | 徐爸     | 世明的父親，玫心的公公。 | 7,9      |
| 胡千允 | 白麒麟   | 小名麒麒，白偉光的兒子，無限家教的學生。 | 7-11,16  |
| 周力行 | 劉教授   | 無限的大學教授，圓滿送急診的醫院醫生，推薦無限去丹麥做交換學生。 | 8-10     |
| 吳宇舒 | 主播     | 東森新聞主播 | 8(電視)  |
| 吳旻澔 | 李製作   | Lisa的同事，圓滿的前輩 | 10       |
| 謝明宇 | 陳老闆   | 李製作之友 | 11       |
| 林志儒 | 何英俊   | 白偉光公司的總經理，Ella的舅舅 | 12-13,15 |
| 王道南 | 張豐國   | 張若昀的父親 | 12,15-16 |
| 童毅軍 | 蔡伯     | 住院患者，常跟無限下象棋 | 12       |
| 蔡宛妮 | 小香     | 趙圓滿的助理 | 12-15,17 |
| 賴韋如 | 韋如     | 巨匠旅遊員工 | 12-13    |
| 慕綺   | 珍珍     | 明心燒肉店的員工。 | 12-17    |
| 王雨妍 | 圓滿生母 | 療養院患者，當年因失智症發作，把圓滿遺留在車站前，無法帶她去台北兒童樂園慶生。被人發現時，已失智、身上沒有證明身分的證件，只留了一張圓滿幼時照片在身上，後被送進療養院。 | 13-17    |
| 簡義哲 | 黃立委   | 因兒子生病住院，懷疑無限沒用心治療，而與無限打了一架，動用關係要醫院開除無限，後因若昀下跪求情以及張父的面子上，不跟無限追究責任。                                       | 14-15    |

## 電視劇歌曲
| 曲別   | 歌名             | 演唱者 | 作詞                                                            | 作曲                                                            |
| 片頭曲 | 愛你剛剛好       | 吳思賢 | 吳思賢、Mikko Tamminen、孔令奇、Kyosti Salokorpi、Pezen、吳易緯 | 吳思賢、Mikko Tamminen、孔令奇、Kyosti Salokorpi、Pezen、吳易緯 |
| 片尾曲 | 最接近永恆的事情 | 邵雨薇 | Fran法蘭、余琛懋                                                | 陳忠義                                                          |
| 插曲   | 到不了的以後     | 吳思賢 | 吳思賢、吳易緯                                                  | 周興哲                                                          |
| 插曲   | 離我遠一點       | 邵雨薇 | 黃則翔                                                          | 黃則翔                                                          |
| 插曲   | 粗線條           | 有感覺 | 有感覺、陳學聖                                                  | 有感覺                                                          |
| 插曲   | 未完待續         | 有感覺 | 有感覺                                                          | 蔡婉怡                                                          |
| 插曲   | 當我想念你       | 朱俐靜 | 朱俐靜                                                          | 朱俐靜                                                          |
| 插曲   | 向前走           | 林強   | 林強                                                            | 林強                                                            |

## 收視率
| 臺灣 臺灣電視台 首播收视率 （AC尼爾森） |                |        |      |            |
| 集數                                    | 播出日期       | 收视率 | 排名 | 備註       |
| 1                                       | 2018年7月21日  | 0.94   | 4    |            |
| 2                                       | 2018年7月28日  | 0.86   | 4    |            |
| 3                                       | 2018年8月4日   | 0.55   | 4    |            |
| 4                                       | 2018年8月11日  | 0.79   | 4    |            |
| 5                                       | 2018年8月18日  | 0.71   | 4    |            |
| 6                                       | 2018年8月25日  | 0.83   | 4    |            |
| 7                                       | 2018年9月1日   | 0.88   | 4    |            |
| 8                                       | 2018年9月8日   | 0.81   | 4    |            |
| 9                                       | 2018年9月15日  | 1.12   | 3    |            |
| 10                                      | 2018年9月22日  | 0.80   | 4    |            |
| 11                                      | 2018年9月29日  | 1.06   | 4    |            |
| 12                                      | 2018年10月6日  | 0.80   | 4    |            |
| 13                                      | 2018年10月13日 | 1.02   | 3    |            |
| 14                                      | 2018年10月20日 | 0.93   | 4    |            |
| 15                                      | 2018年10月27日 | 0.98   | 4    |            |
| 16                                      | 2018年11月3日  | 0.94   | 4    |            |
| 17                                      | 2018年11月10日 | 1.10   | 3    | 精彩最終回 |
| 平均收視率                              | 平均收視率     | 0.89   | -    |            |

1. 同时段或交叉时段主要节目：
  - 華視《天才衝衝衝》
  - 中視《綜藝玩很大》
  - 民視《舞力全開》
  - 三立都會台《三明治女孩的逆襲》／《高校英雄傳》
  - 公視《你的孩子不是你的孩子》／《憤怒的菩薩》 ／《雙城故事》
2. 数据由AGB尼爾森調查，調查範圍是四歲以上收看電視之觀眾。
3. 資料來源：台灣-偶像劇場、凱絡媒體週報。

## 分集標題
| 話數 | 播出日期       | 標題                         |
| 01   | 2018年7月21日  | 啥咪攏不驚                   |
| 02   | 2018年7月28日  | 年輕的笑容裡沒有後悔         |
| 03   | 2018年8月4日   | 何必總是想著誰               |
| 04   | 2018年8月11日  | 在愛情裡的大冒險             |
| 05   | 2018年8月18日  | 找自己的天空                 |
| 06   | 2018年8月25日  | 將我們分隔的不會是距離       |
| 07   | 2018年9月1日   | 你是否會懷念那個從前         |
| 08   | 2018年9月8日   | 如果可能 以後變成我們        |
| 09   | 2018年9月15日  | 當愛吻上我的臉               |
| 10   | 2018年9月22日  | 我只想陪你一起到遠方         |
| 11   | 2018年9月29日  | 我不知道離你多遠是最好的距離 |
| 12   | 2018年10月6日  | 不想再為誰掉眼淚             |
| 13   | 2018年10月13日 | 等待讓人溫暖的灌溉           |
| 14   | 2018年10月20日 | 沒我照顧 你還是要幸福        |
| 15   | 2018年10月27日 | 我終將擦肩而過               |
| 16   | 2018年11月3日  | 兩顆心會有多少距離           |
| 17   | 2018年11月10日 | 分別相遇 城市的圓周率        |

## 取景
- 台北市中正區 台北車站
- 台北市中正區 自來水博物館
- 台北市中山區 胡記通化街魯肉飯米粉湯伊通街店
- 台北市松山區 臺北松山機場
- 台北市大安區 無聊咖啡 Ambi Cafe
- 台北市萬華區 一級味館
- 台北市信義區 柏克金啤酒餐廳
- 新北市永和區 火山酒舖
- 新北市新店區 景文科技大學
- 新北市板橋區 萬坪都會公園
- 桃園市中壢區 健行科技大學
- 桃園市蘆竹區 老人長期照顧中心
- 桃園市桃園區 敏盛醫院
- 苗栗縣通霄鎮 新埔車站
- 彰化縣田尾鄉 電照菊
- 彰化縣彰化市 彰化車站
- 雲林縣虎尾鎮 虎尾高中
- 嘉義市西區 嘉義車站
- 台中市梧棲區 童綜合醫院

## 製作團隊
- 導演：
  - 陳保中（第1-4集）
  - 葉鴻偉、陳保中（第5-8集）
  - 葉鴻偉（第9-17集）
- 出品人：林文淵
- 總監製：楊秋蘭、賴秀貞、郭元冲
- 製作人：陳慧瑛
- 監製：吳佳蓉
- 編審：邱詩怡
- 執行製作人：謝小芬
- 統籌：劉玉成
- 編劇：
  - 鄒維剛、林韋廷、龔敏慧（第1集）
  - 鄒維剛、林韋廷（第2-3,12-13集）
  - 鄒維剛、林韋廷、洪立妍、高珈琳（第4集）
  - 鄒維剛、林韋廷、洪立妍、陸亦華、高珈琳（第5-7集）
  - 洪立妍、陸亦華、高珈琳、洪立心（第8,10集）
  - 洪立妍、陸亦華、高珈琳（第9集）
  - 洪立妍、高珈琳、洪立心（第11集）
  - 鄒維剛、陳炘怡、洪立妍、林韋廷（第14-17集）
- 後製導演：謝欣恬
- 製作公司：我在影像製作有限公司
- 冠名贊助
  - 台視：大誠保險經紀人
  - 東森：SEXYLOOK最有酵面膜

## 獎項紀錄
| 年度   | 大獎         | 獎項               | 入圍者 | 結果 |
| ------ | ------------ | ------------------ | ------ | ---- |
| 2019年 | 第54屆金鐘獎 | 戲劇節目新進演員獎 | 李婕   | 提名 |

## 外部連結
- 官方网站－台視
- 官方网站－東森
- 愛的3.14159的Facebook專頁
- 愛的3.14159 （页面存档备份，存于）－LINE TV
- 愛的3.14159 （页面存档备份，存于）－LINE TV(新版)

| 臺灣 台視綜合台 周六優質戲劇              | 臺灣 台視綜合台 周六優質戲劇                                                           | 臺灣 台視綜合台 周六優質戲劇 |
| ----------------------------------------- | -------------------------------------------------------------------------------------- | ---------------------------- |
|                                           | 愛的3.14159 （2018年7月21日－2018年11月10日）                                          |                              |
| 高塔公主 （2018年3月31日－2018年7月14日） | 第55屆金馬獎頒獎典禮 （2018年11月17日）艾蜜麗的五件事 （2018年11月24日－2019年3月2日） |                              |

| 臺灣 東森綜合台 每週日 22:00 - 23:30     | 臺灣 東森綜合台 每週日 22:00 - 23:30                                              | 臺灣 東森綜合台 每週日 22:00 - 23:30                                     |
| ---------------------------------------- | --------------------------------------------------------------------------------- | ------------------------------------------------------------------------ |
|                                          | 愛的3.14159 （2018年7月22日－2018年11月11日）                                     |                                                                          |
| 高塔公主 （2018年4月1日－2018年7月15日） | 種菜女神 (重播) （2018年11月18日）艾蜜麗的五件事 （2018年11月25日－2019年3月3日） |                                                                          |
| 臺灣 東森超視 每週六 19:00 - 20:30       |                                                                                   |                                                                          |
| 高塔公主 （2018年4月7日－2018年7月21日） | 愛的3.14159 （2018年7月28日－2018年11月17日）                                     | 天生王牌 (2018年11月24日）艾蜜麗的五件事 （2018年12月1日－2019年3月9日） |